# Егошкин, Яков Иванович
Яков Иванович Егошкин (1864 — после ноября 1934) — казак, фельдшер, депутат Государственной думы II созыва от казачьего сословия Семиреченской области.

## Биография
Родился в станице Больше-Алматинской Семиреченской области. Выпускник фельдшерской школы. Кандидат на классную должность. Заведовал войсковым складом земледельческих орудий. Владел 11 десятинами земли, находящимися в общем пользовании.
В 1905 году владелец Посреднической конторы по найму прислуги.
3 апреля 1907 избран в Государственную думу II созыва от казачьего населения Семиреченской области. В Санкт-Петербург прибыл только к 38-му заседанию Государственной Думы, то есть к 15 мая 1907 года. Вошел в состав Казачьей группы.
В 1916 году подготовил записку о причинах киргизского восстания.
6 апреля 1917 года избран товарищем председателя временного президиума 1-го Семиреченского казачьего съезда (при председателе А. Ф. Астраханцеве). 7 апреля 1917 года 57 голосами избран председателем постоянного президиума съезда, оставался в этой должности вплоть до конца работы съезда 21 апреля 1917 года. 16 апреля 1917 года на съезде избран председателем Центрального Войскового казачьего исполнительного комитета Семиреченского Казачьего войска (СКВ), кроме того избран Советником по хозяйственной части Войскового правления СКВ.
12 декабря 1918 года Я. И. Егошкин направил письмо Верховному правителю адмиралу А. В. Колчаку с критикой атамана Анненкова, который «бездействует, живет в станице Урджарской, объедает и без того скудно собранные продукты». По мнению Егошкина проблема в том, что Анненков «не хочет признавать власти Генерала Ефремова (Ионова) <…> Дело не в личности Ефремова, а просто в мелких честолюбивых, скажу, даже низменных и прочих побуждениях Анненкова: „Я де подавлю большевизм, а честь припишут другому…“».
1 февраля 1919 года арестован Следственной комиссией ЧК. 4 декабря 1919 года освобождён по реабилитирующим обстоятельствам Семиреченским областным трибуналом.
В июле 1925 года казаки Большой Алматинской станицы, обеспокоенные результатами землеустройства Алма-Аты, из-за которого они лишились «своих хозяйств, заимок, земель, садов», отправили в Москву во ВЦИК ходоков Павла Николаевича Бедрина и Александра Ивановича Варагушина с задачей добиться пересмотра порядка землеустройства и отделения станиц от города. 13 сентября 1925 года Я. И. Егошкин созвал в выселке Тастак собрание казаков станицы Больше-Алматинской для встречи с вернувшимися из Москвы Бедриным и Варагушиным. На собрании присутствовали казаки из Талгарской, Иссыкской и Кескеленской станиц. Бедрин и Варагушин говорили, что ВЦИК обещал пересмотреть их вопрос и решить в их пользу. Затем были проведены повторные собрания в том числе и на квартире Егошкина, на которых решался вопрос от отправке новой делегации и сборах средств на поездку. По мнению Джетысуйского ГООГПУ Егошкин вёл «кампанию за объединение казачества», для этого он 15 октября послал письмо в станицу Лепсинскую своему сослуживцу по белой армии К. И. Старицыну, позднее письмо в станицу Карабулак А. И. Шаталову. В письме к Сталину секретарь Совета Национальностей ЦИК СССР С. Асфандияров называет Я. И. Егошкина белогвардейским вахмистром, контрразведчиком Семиреченского казачьего войска. Яков Иванович и его сторонники характеризуются как «отъявленные белогвардейцы, кулачье и т. п. колонизаторский сброд, ещё имеющейся, к сожалению, на окраинах». Не сообщая фамилий, Асфандияров пишет: «Главные виновники в феврале сего года <1926> арестованы!». Очевидно, что среди них был и Я. И. Егошкин. Судя по сводкам Джетысуйского ГООГПУ арестованным семиреченским казакам инкриминировалась не только попытка отмены землеустройства г. Алма-Аты, но и стремление к образованию русской административной или автономной единицы, создание контрреволюционной организации, «которая работала на месте, имела своих уполномоченных, пыталась на перевыборах овладеть советским аппаратом».
По данным за ноябрь 1934 года лишён избирательных прав как бывший офицер белой армии.
Дальнейшая судьба и дата смерти неизвестны.

### Рекомендуемые источники
- Котляр П., Вайс М. Как проходили выборы в Туркестане. Ташкент, 1947;

### Архивы
- Российский государственный исторический архив. Фонд 1278. Опись 1 (2-й созыв). Дело 143. Дело 633. Лист 2, 3;
- Центральный государственный архив [Республики Узбекистан]. Фонд И-1. Опись 27. Дело 651. Лист 41.